# Rhipidura maculipectus
El abanico colipinto (Rhipidura maculipectus) es una especie de ave paseriforme de la familia Rhipiduridae propia de Nueva Guinea y las islas occidentales aledañas.

## Distribución y hábitat
Se encuentra en Nueva Guinea, las islas Aru y Raja Ampat. Sus hábitats naturales son los bosques bajos húmedos tropicales y los manglares subtropicales o tropicales.